# JoBeth Williams
Margaret JoBeth Williams  (6 de desembre de 1948) és una actriu i directora de televisió estatunidenca. El seu debut dirigint va ser amb el curtmetratge de 1994 On Hope, que li va fer guanyar una nominació als Premis de l'Acadèmia per millor curtmetratge. Des de 2009, ha estat presidenta de la Screen Actors Guild Foundation.
Williams va fer-se famosa en pel·lícules com Stir Crazy (1980), Poltergeist (1982), The Big Chill (1983), The Day After (1983), Teachers (1984), i Poltergeist II: The Other Side (1986). Va estar tres vegades nominada als Premis Emmy, va ser nominada per actriu principal més destacada de telefilm o mimisèrie pel seu treball a Adam (1983) i per la minisèrie Baby M (1988). La seua tercera nominació va vindre pel seu paper de convidada a la sitcom Frasier (1993–94). També va protagonitzar la sèrie The Client (1995–96) i va tindre papers recurrents en les sèries Dexter (2007) i Private Practice (2009–11).

## Filmografia
| Any  | Títol                                           | Paper                      | Notes         |
| ---- | ----------------------------------------------- | -------------------------- | ------------- |
| 1979 | Kramer contra Kramer (Kramer vs. Kramer)        | Phyllis Bernard            |               |
| 1980 | Stir Crazy                                      | Meredith                   |               |
| 1980 | Els gossos de la guerra (The Dogs of War)       | Jessie Shannon             |               |
| 1982 | Poltergeist                                     | Diane Freeling             |               |
| 1982 | Espècies assassines (Endangered Species)        | Harriet Purdue             |               |
| 1983 | The Big Chill                                   | Karen Bowens               |               |
| 1984 | Teachers                                        | Lisa Hammond               |               |
| 1984 | American Dreamer                                | Cathy Palmer/ Rebecca Ryan |               |
| 1986 | Desert Bloom                                    | Lily Chismore              |               |
| 1986 | Poltergeist II (Poltergeist II: The Other Side) | Diane Freeling             |               |
| 1988 | Memories of Me                                  | Lisa                       |               |
| 1989 | Benvingut a casa (Welcome Home)                 | Sarah                      |               |
| 1991 | Una rossa molt dubtosa (Switch)                 | Margo Brofman              |               |
| 1991 | Dutch                                           | Natalie Standish           |               |
| 1992 | Stop! Or My Mom Will Shoot                      | Lt. Gwen Harper            |               |
| 1992 | Me Myself & I                                   | Diane                      |               |
| 1994 | Wyatt Earp                                      | Bessie Earp                |               |
| 1997 | Jungle 2 Jungle                                 | Dr. Patricia Cromwell      |               |
| 1997 | Just Write                                      | Sidney Stone               |               |
| 1997 | Little City                                     | Anne                       |               |
| 1997 | When Danger Follows You Home                    | Anne Werden                |               |
| 2002 | The Rose Technique                              | Dr. Lillian Rose           |               |
| 2005 | Amor en joc (Fever Pitch)                       | Maureen Meeks              |               |
| 2005 | Crazylove                                       | Na Mayer                   |               |
| 2007 | In the Land of Women                            | Agnes Webb                 |               |
| 2009 | Timer                                           | Marion Depaul              |               |
| 2011 | The Big Year                                    | Edith Preissler            |               |
| 2016 | Within                                          | Rosemary Fletcher          |               |
| 2017 | Barracuda                                       | Patricia                   |               |
| 2017 | What the Night Can Do                           | Bettye Sue Dryer           |               |
| 2018 | Alex & the List                                 | Na Stern                   |               |
| 20?? | Will Gardner                                    | Sherry                     | Postproducció |